# الاستفتاء الدستوري اليمني 2001
تم إجراء استفتاء دستوري في اليمن في 20 فبراير 2001. وتمت الموافقة على تعديلات الدستور من قبل 77.2٪ من الناخبين، بنسبة إقبال 65.1٪.

## النتيجة
| خيار                        | الأصوات   | %    |
| --------------------------- | --------- | ---- |
| مع                          | 1,871,878 | 77.2 |
| ضد                          | 551,633   | 22.8 |
| أصوات غير صالحة / فارغة     | 145,755   | –    |
| المجموع                     | 2,569,266 | 100  |
| الناخبون المسجلون / الاقبال | 3,945,500 | 65.1 |
| المصدر: Direct Democracy    |           |      |